# Springfield, South Carolina
Springfield är en ort i Orangeburg County i delstaten South Carolina, USA.